# Get Some (Snot)
| Recensione | Giudizio |
| ---------- | -------- |
| Allmusic   |          |

Get Some è l'album di debutto del gruppo alternative metal californiano Snot. È l'unico album eseguito dalla formazione originale al completo, poiché il cantante del gruppo Lynn Strait è tragicamente deceduto in un incidente d'auto nel dicembre del 1998. Il cane di Lynn Strait immortalato sulla copertina, mascotte del gruppo di nome Dobbs, è morto nello stesso incidente.

## Tracce
Testi di Lynn Strait, musiche degli Snot, eccetto dove indicato.
1. Snot – 3:22
2. Stoopid – 3:52
3. Joy Ride – 2:25
4. Snooze Button – 4:17
5. 313 – 2:25
6. Get Some – 4:56
7. Deadfall – 2:19
8. I Jus' Lie – 3:34
9. Get Some O' Deez – 0:58
10. Unplugged – 4:11
11. Tecato – 4:30 (testo: Lynn Strait, Peter Gardner – musica: Snot)
12. Mr. Brett – 2:13
13. Get Some Deez – 2:46
14. My Balls – 2:58

## Formazione
Gruppo
- Lynn Strait – voce
- Sonny Mayo – chitarra
- Mike Doling "Butler"  – chitarra
- John Fahnestock – basso
- Jamie Miller – batteria

Altri musicisti
- Dave Fortman – chitarra (traccia 7)
- Glenn Nelson – banjo (traccia 7)
- Theo Khogan – voce aggiuntiva (traccia 12)

Produzione
- T-Ray – produzione
- Nick Adler – produzione esecutiva
- Sean Henning – produzione esecutiva
- Anthon Pukshansky – ingegneria del suono
- Jesse Henderson – assistenza tecnica
- Fran Flannery – assistenza tecnica
- Kelly Worlford – assistenza tecnica
- Phil Nicolo – missaggio
- Tom Coyne – mastering
- Wendy Sherman – direzione artistica
- Jon Gipe – fotografia
- David Leamon – illustrazione